# 사쿠라 에미

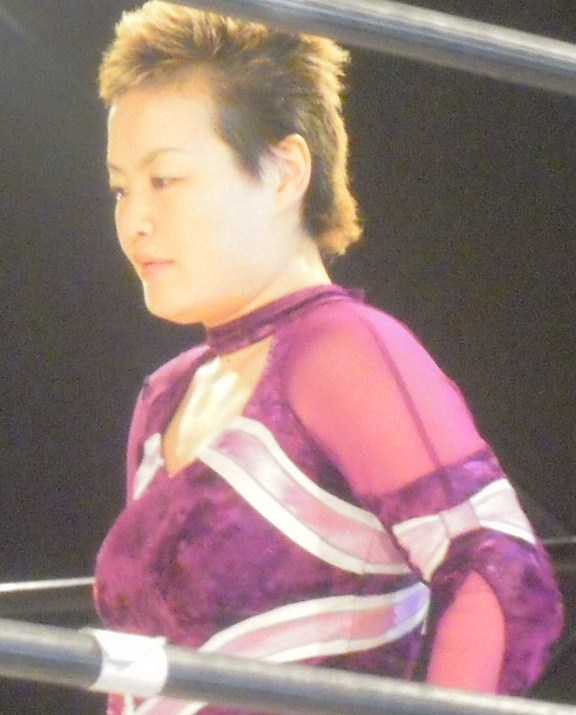

토모카와 에미(일본어: 元川 恵美 もとかわ えみ[*] , 1976년 10월 4일 ~ )는 프로레슬링 링네임은 사쿠라 에미(일본어: 咲良 恵美 さくら えみ[*])라고 한다. 일본의 여자 프로레슬링선수다. 키는 156 cm(5 ft 1 in)에다가 몸무게는 68 kg(150 lb)이다. 피니쉬는 아이스 드라이버(더블 언더훅 오버헤드 것렌치 플립트 사이드웨이 인투 어 페이스버스터)와 라 마히스트랄, 년 년 프레스(다이빙 사백오십도 스플래쉬), 타이거 드라이버(싯아웃 더블 언더훅 파워밤), 스프링보드 시티드 센턴으로 사용을 한다. 1995년 프로레슬링 입문으로 밝혀진다.

## Professional wrestling highlights
- Finishing moves
  - Ice Driver (Double underhook overhead gutwrench flipped sideways into a facebuster)
  - La magistral
  - Nyan Nyan Press (Diving 450° splash)
  - Springboard seated senton - 1995-present
  - Tiger Driver (Sitout double underhook powerbomb) - 1995-present
- Signature moves
  - Cream Puff (Gory special backbreaker drop)
  - Diving moonsault
  - Lifting double underhook backbreaker
  - Mongolian chop
  - Reverse STO, sometimes preceded by an STO backbreaker
  - Rolling Future (Spinning double chop)
  - Sakura Emi 70kg / 60kg / 40kg (Running crossbody to a cornered opponent, with theatrics)
  - Smash Mouth (Inverted facelock spun out into a DDT)
  - Surfboard
  - Trouble Clutch (Arm trap single leg boston crab)
- Entrance themes
  - "Sakura Ebichu" by Ice Ribbon-Project
  - "Sakura Go Round" by Ice Ribbon-Project

## 수상
- AJW 챔피언 (1회)
- 아이언맨 헤비웨이트 챔피언 (5회)
- 아시아 드림 태그팀 챔피언 (1회) - 타카나시 마사히로
- ICEx60 챔피언 (2회)
- ICE 리번 트윈트포어 노 히토미 챔피언 (1회)
- 인터네셔널 리번 태그팀 챔피언 (5회) - 요네야마 카오리 (1회), 타카하시 나나에 (1회), 레이 (1회), 마코토, 츠쿠시 (1회)
- AWF 월드 위민스웨이트 챔피언 (2회)
- IWA 트리플 크라운 챔피언 (4회)
- IWA 월드 헤비웨이트 챔피언 (1회)
- IWA 월드 주니어 헤비웨이트 챔피언 (1회)
- 데일리 스포츠 위민스 태그팀웨이트 챔피언 (2회) - 요네야마 카오리
- JWP 월드 오픈웨이트 챔피언 (1회)
- JWP 월드 태그팀웨이트 챔피언 (2회) - 요네야마 카오리
- 베스트 바우트 어워즈 (2012) - 요네야마 카오리 vs 나카지마 아리사 언드 커맨드 볼쇼이 온 2012년 8월 19일
- 에너미 어워즈 (2009, 2012)
- NEO 싱글 챔피언 (1회)
- NEO 월드 태그팀웨이트 챔피언 (1회) - 타무라 요시코
- 미드 썸머 태그팀 토너먼트 VIII (2009) - 타카하시 나나에
- 프로레슬링 EVE 챔피언 (1회)
- 쓰리 카운트 위먼즈 챔피언
- 조시 푸로레수 그랜드 프라이즈 (2009)